# Хэ Цзыхао
Хэ Цзыхао (кит. 何梓豪; род. 30 мая 1994 года, Пекин, Китай) — китайский лучник-паралимпиец. Двукратный чемпион Паралимпийских игр.

## Биография
Начал заниматься стрельбой из лука в возрасте 19 лет в Пекине.
В 2021 году принял участие на летних Паралимпийских играх-2020 в Токио в индивидуальном мужском и в смешанном командном турнирах по стрельбе из блочного лука и завоевал золото в обеих дисциплинах. В мужском турнире был первым в квалификации, установив рекорд Паралимпийских игр (705 очков). В 1/16 финала победил костариканца Диего Кесаду, в 1/8 финала — японца Леона Миямото, в четвертьфинале — турка Мурата Турана, в полуфинале — словака Марцеля Павлика, в финале — иранца Рамезана Биабани. В командном турнире выступал вместе с Линь Юэшань. В квалификации они установили рекорд Паралимпийских игр (1388 очков). В четвертьфинале победили французов Жули Шупин и Даниэля Лелу, в полуфинале — иранцев Фарзане Асгари и Рамезана Биабани, в финале — турков Ознур Джюре и Бюлента Коркмаза.
В 2024 году в Париже принял участие на летних Паралимпийских играх-2024 только в индивидуальном мужском турнире по стрельбе из блочного лука. В квалификации был вторым (704 очка). В 1/16 финала победил лучника из Малайзии Данешена Говинду Раджана, в 1/8 финала — тайца Комсана Сингпирома, в четвертьфинале — американца Кевина Полиша. В полуфинале проиграл будущему чемпиону — американцу Мэтту Штуцману, в матче за третье место победил индийца Ракеша Кумара и стал обладателем «бронзы» Паралимпиады-2024.